# 筑前方言
筑前方言（ちくぜんほうげん）とは、福岡県西部の旧筑前国にあたる地域（福岡市、飯塚市など）で話される日本語の方言。
九州方言の肥筑方言に属すが、筑前東部は肥筑方言的な要素が薄くなっている（筑前東部の方言については福岡県豊前方言も参照）。また、筑前南部の朝倉市・朝倉郡地域は筑後方言色の方が強い。そのため、言語学者の陣内正敬は福岡県の方言を東部方言（豊前方言）、西部方言（筑前方言）、南部方言（筑後方言）に分け、筑前のうち東部（おおむね遠賀川以東）を東部方言に、朝倉地域を南部方言に入れている。

## 発音
「行きよる」→「行きよー」、「行っとる」→「行っとー」のような変化が盛んである。また、ナ行・マ行音節の撥音化や、連母音の融合も聞かれる。「せ・ぜ」を「しぇ・じぇ」と発音する。これらのほか西部では、「すられ」（簾）、「てつろー」（鉄道）のような、「だ・で・ど」の「ら・れ・ろ」化の聞かれることがある。また西南部では「り」を「ぢ」と発音することがある。
筑前方言の語アクセントは東京式アクセントの変種で、平板型のアクセントを持たない。下表は、福岡市のアクセントを、中輪東京式アクセントの東京、外輪東京式アクセントの大分県・福岡県豊前のアクセントと比較したものである。2拍名詞のアクセントでは、東京で平板型となる一類（大分・豊前では一類と二類）が、尾高型となる。ただし、福岡市博多区や糟屋郡など地域によっては一・二類で二拍目に狭母音（i、u）があるものは四・五類と同じ頭高型となり、筑前大部分で、一・二類のうち一拍目に広母音、二拍目に狭母音があるものは頭高型となる。また、筑後に接する筑前南部ではアクセントの型区別が曖昧で、無アクセント化の兆候がある。
|        | 語例   | 福岡 | 大分・豊前 | 東京 |
| ------ | ------ | ---- | ---------- | ---- |
| 第一類 | 庭     | ○が  | ○○が       | ○○が |
| 第一類 | 鳥     | ○○が | ○○が       | ○○が |
| 第二類 | 川     | ○が  | ○○が       | ○が  |
| 第二類 | 石     | ○○が | ○○が       | ○が  |
| 第三類 | 犬・山 | ○が  | ○が        | ○が  |
| 第四類 | 笠・松 | ○○が | ○○が       | ○○が |
| 第五類 | 婿・猿 | ○○が | ○○が       | ○○が |

一方、文中での発音は単語単独のアクセントとは異なることがあって、若年層の方がこの傾向が強い。特に、文末に「と」が来る疑問文では文全体が高く平板なイントネーションになる。

## 文法

### 用言の活用
動詞の活用には下二段活用を残し、ナ行変格活用「死ぬる」も一部の地域に残る。一方、一段・二段活用がラ行五段化する傾向があり、そのうち特に命令形は「起きれ」のような「れ」語尾になる。また、「書きー」「食べりー」のような連用形による穏やかな命令・促しの表現がある。五段活用の連用形音便は、他の九州方言と同じく、サ行五段はイ音便に、ワ行・マ行・バ行五段はウ音便になる。
形容詞では、西部・南部は、「早か」のように終止形・連体形語尾が「か」になる（カ語尾）。東部ではイ語尾だが、語彙的に「良か」だけは東部でも言う。形容詞の連用形は、「よーなか」（良くない）、「うれしゅーなる」（嬉しくなる）のようなウ音便を用いる。「て」が付く場合、「よーて」のような場合と「よーして」（「良くて」の意）のように「して」が付く場合がある。また筑前西部・南部では、形容詞の語幹に「さ」を付けた詠嘆表現がある。

### 助動詞
断定
断定の助動詞は「じゃ・や」で、もともと「じゃ」だったが、若年層から「や」が広がりつつある。ただ、文の終止に「じゃ・や」のみを用いることはせず、「じゃん・やん・やが」や「ばい」「たい」などの助詞を付けるか、何も付けずに体言止めするのが普通である。推量形は「じゃろー・やろー」、過去形は「じゃった・やった」。
打ち消し
動詞の否定は、未然形に「ん」を付けて表す。過去打ち消しには、高齢層では「行かんじゃった」（行かなかった）のように「んじゃった」を使うが、若い世代では「んやった」や「んかった」が広がっている。
進行相と完了相
筑前など九州方言では、進行相と完了相を言い分ける。筑前では、進行相には「よる・よー」が使われ、完了相には「とる・とー」が用いられるほか、筑豊地域での完了相には「ちょる・ちょー」もある。いずれも動詞の連用形に付く。
可能表現
可能表現では、能力可能と状況可能で別の言い方をする。能力可能には「きる」、状況可能には「るる（れる）・らるる（られる）」を用いる。
様態・伝聞
様態の助動詞（ようだ）に「ごとある・ごたる」を使う。
伝聞（人から聞いたこと）を表すのに、「げな」が使われる。
敬語
尊敬の助動詞として、未然形に付く「しゃる・らっしゃる」があり筑後と共通する。また、連用形に付く「んしゃる」があり、親しみを表す表現で、これは豊前や筑後では聞かれない。また、敬意の高い「なさる」や敬意の低い「なる」があり、宗像郡（平成の大合併前の範囲）には「んさる」がある。「なさる」に「ます」を加えた「なさいます・なさす・なす・なざす」もある。
[例]「行かっしゃる・食べらっしゃる」「行きんしゃった」
進行相・完了相の尊敬語として「てある」を用いる。また、その縮約形の「ちゃる」もあり、これは「てある」より敬意が低い。
[例]「しぇんしぇー、なんばしてあるとですか」（先生、何をなさっているのですか）
「ござる」が筑前・筑後で使われる。「いる・来る」の尊敬語（本動詞）として使うほか、補助動詞や助動詞としても使う。
「～てください」にあたる表現に、「つかーさい」がある。
丁寧の助動詞は、「です・ます」のほか、「ござす」がある。また、「まっせん・まっしょー」「ござっせん・ござっしょー」「でっしょー」のように促音の入った形がある。福岡市や糸島市、嘉麻市、飯塚市などには「だす・らす」もある。

### 助詞
格助詞・副助詞
主格の格助詞には、西部・南部で「の」が用いられる。ただし、主語を強調するのに「が」が用いられることがあり、また人物を主語にする場合は「の」には敬意を込め、「が」には謙遜・卑下の意味を込めて使い分けられることもある。東部では共通語と同じ「が」を使う。
「の」に当たる準体助詞には「と」を用いる。これは筑前東部でも使う。南部には「つ」もある。「と」は、文末に来たときは疑問を表す終助詞になる。
対格（「を」にあたる）には、西部・南部で「ば」を使い、東部では共通語と同じ「を」を使う。
方向を表すのに、「さい・さえ」や「に・い」が用いられる。また行為の目的を示すのに、「に」や「げ」を用いる（例）「見に行く・見げ行く」（「見に行く」の意）。
反語・強調を表す「ばし」が西部・南部にある。
接続助詞
順接確定（から）を表す接続助詞には、西部・南部で「けん」と言い、強調に「けんが」と言う。筑豊地域では「き」と言う。
逆接確定（けれども）には、「ばってん・ばって」が用いられる。また、西部・南部に逆接既定・仮定条件の「たっちゃ（ー）」がある。
終助詞・間投助詞
- 肥筑方言で共通する文末助詞に「ばい」「たい」があり、「じゃ・や」の代わりの断定辞として使うこともできる。「ばい」は自分の判断の確認あるいは独り言としての感情の吐露、または自分の考えを相手に示したり、相手にとって未知の情報を教示するのに使われる。一方「たい」を使う場合、それが自明・客観的なものというニュアンスを含む。
- ナ行文末詞は主に「なー」で、「ねー」もある。
- 主張・説得を表す文末詞として「が」を使う。
- 文末詞・間投詞の両方に使える「くさ」がある。